# Kohei Shimizu
Kohei Shimizu (født 30. april 1989) er en japansk fodboldspiller, som spiller for den japanske fodboldklub Sanfrecce Hiroshima.